# Ксенофонтов, Александр Иванович
Алекса́ндр Ива́нович Ксенофо́нтов (7 августа 1913 — 31 октября 1982, Москва) — советский боксёр 1930-х годов, выступавший в легчайшей и полулёгкой весовых категориях. Трёхкратный чемпион СССР, заслуженный мастер спорта СССР (1948).

## Биография
Александр Ксенофонтов родился 7 августа 1913 года. Тренировался под руководством известного наставника Бориса Денисова, а также знаменитого боксёра Виктора Михайлова. Выступая за спортивное общество «Строитель», в 1932 и 1933 годах становился чемпионом Москвы в легчайшем весе, а в 1941 году, представляя спортивное общество «Динамо», выиграл золотую медаль первенства столицы в рамках полулёгкого веса. Также Ксенофонтов трижды первенствовал на чемпионатах СССР. Представляя «Динамо» и боксируя в легчайшем весе (до 54 кг), Александр Иванович становился сильнейшим боксёром страны в 1933, 1938 и 1939 годах. Ксенофонтов вошёл в число первых 15 боксёров, которым Всесоюзная секция бокса в 1936 году присвоила звание мастера спорта СССР. А в 1948 году Александр Иванович был удостоен звания заслуженного мастера спорта СССР. Всего за карьеру провёл 73 официальных боя, в 61 из которых одержал победы. Был участником Великой Отечественной войны.
Скончался 31 октября 1982 года. Похоронен на Николо-Архангельском кладбище Балашихинского района Московской области.